# 光譜中心
光譜中心（英語:Spectrum Center）是一座位於美國北卡羅萊納州夏洛特的室內體育場，現為国家籃球協會（NBA）夏洛特黃蜂的主場館。啟用於2005年，當時名為夏洛特山貓體育館，為NBA夏洛特山貓隊（黃蜂隊前身）的主場館，2008年由時代華納有線公司獲得冠名，更名為時代華納有線球場，2016年再度更名。
2012年美國民主黨全國代表大會在此舉行。

## 外部連結
- Spectrum Center